# Katoliška informacijska agencija
Katoliška informacijska agencija (hrvaško Informativna katolička agencija, kratica IKA) je hrvaška katoliška tiskovna agencija, del Hrvaške katoliške mreže.
Ustanovila ga je Hrvaška škofovska konferenca 22. aprila 1993 Sedež agencije je v Zagrebu, delovati pa je začela 1. novembra 1993. Prvi direktor je bil Ivica Domaćinović, prvi odgovorni urednik pa don Živko Kustić.
Ustanovljena je bila kot pravna oseba na cerkvenem in civilnem področju za zbiranje in izmenjavo informacij o cerkvenem in verskem življenju v cerkvi v hrvaščini ter relevantnih informacij o Cerkvi v svetu in vseh javnih dogodkih z moralno in versko tematiko. IKA zbrane informacije posreduje predvsem domačim dnevnikom, elektronskim medijem in drugim cerkvenim in družbenim časopisom ter cerkvenim, kulturnim in družbenim ustanovam. Poleg tega ima IKA pogodbe z vodilnimi katoliškimi agencijami po vsem svetu za izmenjavo novic.
Agencija podeljuje nagrado za posvečeno življenje za najboljše novinarske dosežke, ki na verodostojen način predstavljajo življenje in delo vernih oseb in skupnosti.
Sedanji direktor je msgr. Fabijan Svalina, njen glavni urednik je Siniša Kovačić.